# Famille Lochet
Pour les articles homonymes, voir Lochet.
La famille Lochet est une ancienne famille bourgeoise de Champagne originaire d'Épernay (Marne), actuellement subsistante.
Elle a donné une dynastie de négociants en vin de Champagne, puis de Bordeaux, ainsi que plusieurs administrateurs de manufactures remarquables.

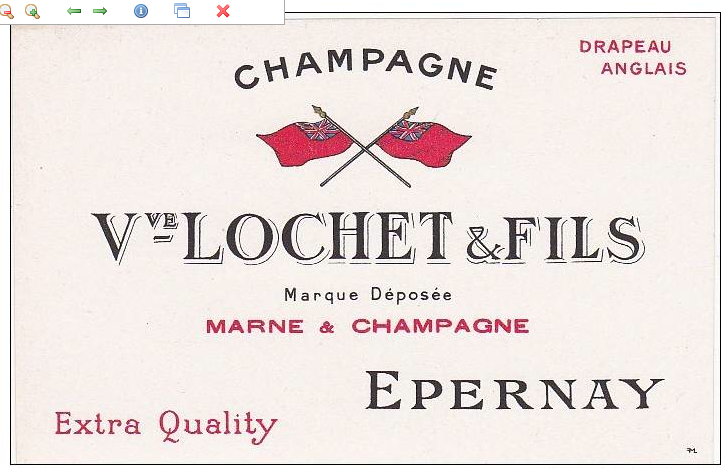
Étiquette

## Origine
La famille Lochet est originaire de Matougues (Marne où on la trouve au XVIIe siècle
Elle se fixe à d'Épernay par le mariage en 1702 de Jean-Nicolas Lochet (1667-1741), sieur de Vaudidon, receveur des fermes du roi, avec Marie Virton (1678-1741), et donne plusieurs branches:
Lochet de Vaudidon (branche anoblie)
Lochet de Saint-Wallon (branche anoblie)
Lochet-Duchainet
Lochet de Naumartin
Lochet de Latreille ou Lochet-Latreilhe
C'est à la demande de Hercule-Meriadec, prince de Rohan (et de Soubise (17)), alors gouverneur en 1733 de Champagne et de Brie, que Jean-Nicolas Lochet, sieur de Vaudidon est allé s'établir à Rochefort-sur-Mer (17), puis entreprendre le négoce à Bordeaux.

## Principales personnalités
- Jean Lochet, seigneur de Naumartin, conseiller du roi, receveur des traites, trésorier en 1717, roi de l'arquebuse d'Épernay en 1722, mort le 30 décembre 1734.
- Jean Lochet (1666) fut inspecteur général pour le roi des manufactures au département de Grandvilliers (Oise) en Picardie. Sa correspondance avec M. Chauvelin, intendant de cette province, a été conservée.
- Jean-Nicolas Lochet, sieur de Vaudidon, fils du précédent, fut négociant en vin de Champagne à Épernay[4], puis à Rochefort-sur-Mer (17) où il épouse Françoise Fortin.
- Jean-Marie Lochet de Vaudidon, fils du précédent, né à Rochefort en 1745, mort à Hyères (83), écuyer, car lui ou son père ont été anoblis par la charge de secrétaire du roi. Successivement contrôleur des fermes du roi, commissaire des poudres et salpêtres, gouverneur et lieutenant général de police de la ville de Rochefort, maire de la ville neuf ans de 1774 à 1783. Il était depuis 1777 membre de la loge "L'Aimable concorde" à l'Orient de Rochefort, et il signe en 1779 avec les sieurs Dupont[5], Serre[6], Romme (1745-1805)[7], Rondeau (1748-1818)[8], Montaut Ainé[9], Quandalle[10], et Butler[11], l'admission de Jean-Richard Butler (1741-1788), lieutenant des vaisseaux du roi, d'une famille noble irlandaise de négociants établie à La Rochelle (17). Il avait gardé le contact avec la Champagne, puisque le 8 mars 1791 à Bourbonne-les-Bains, il a épousé Marguerite Simone Maitrier (1744-1821), fille de Denis Maitrier, contrôleur des traites foraines de Champagne, et de Marguerite Garnier. Décoré de la Légion d'honneur en 1814, il était vérificateur au Bureau de la Direction des Domaines à Bar-sur-Seine en 1824, puis  receveur des douanes.
- André-Jean-Marie Lochet de Vaudidon, fils du précédent, (né à Rochefort le 14 juin 1775, mort à Charleville le 9 août 1863), Après avoir fait l'école du génie, il fut lieutenant au Ier régiment d'artillerie, chevalier de la légion d'honneur en 1807, puis chef de bataillon au corps royal d'artillerie, inspecteur, puis directeur de la manufacture royale d'armes de Charleville où il prit sa retraite avec le grade de colonel. Sous son administration les armes de la manufacture, comme le Fusil Charleville, ont atteint une qualité inégalée. La municipalité a donné son nom à une rue.
- Charlotte Lochet de Vaudidon, sœur du précédent, tenue sur les fonts baptismaux le 28 mai 1777 par le Comte d'Artois (1757-1836), frère du roi Louis XVI[1].

## Principales alliances
Boyot de Lacour (1733), Delolm de Mézérac, Combet de Larène (1770), Devillers, de Laleu (1771), de Beauvais (1772), Moët, Maitrier (1815), Quatremère, Marcotte de Sainte-Marie, d'Anglemont de Tassigny (1883), etc.

## Armes, blasons, devises
- D'azur au chevron d'argent accompagné en chef de deux épis de blé, tigés et feuillés d'or, inclinés dans le sens du chevron, et en pointe…"

### Archives publiques
- Lachet (sic) de Vaudidon, Fonds des négociants, Archives départementales de la Gironde
- Louis Jean Pierre, Marie Bonnassieux, Eugène Philippe Lelong, Conseil de commerce et Bureau du commerce 1700-1791: Inventaire analytique des procès-verbaux, Paris, Imprimerie nationale, 1900